# Свинарин
Свинарин (укр. Свинарин) — село в Турийской поселковой общине Ковельского района Волынской области Украины.
До 2020 года входило в Турийский район.
Код КОАТУУ — 0725582203. Население по переписи 2001 года составляет 425 человек. Почтовый индекс — 44853. Телефонный код — 3363. Занимает площадь 2,545 км².